# San Francisco de los Reyes
San Francisco de los Reyes es una localidad del estado mexicano de Michoacán. Es parte del municipio de Tlalpujahua.

## Toponimia
El nombre «San Francisco» hace referencia al santo patrono de la localidad: Francisco de Asís.

## Demografía
| Gráfica de evolución demográfica |
|                                  |

| Censo | Población |
| ----- | --------- |
| 1900  | 1852      |
| 1910  | 1432      |
| 1921  | —         |
| 1930  | 2062      |
| 1940  | 2508      |
| 1950  | 2165      |
| 1960  | 2602      |
| 1970  | 2810      |
| 1980  | 795       |
| 1990  | 1435      |
| 2000  | 1028      |
| 2010  | 1050      |
| 2020  | 1034      |